# Westwerk

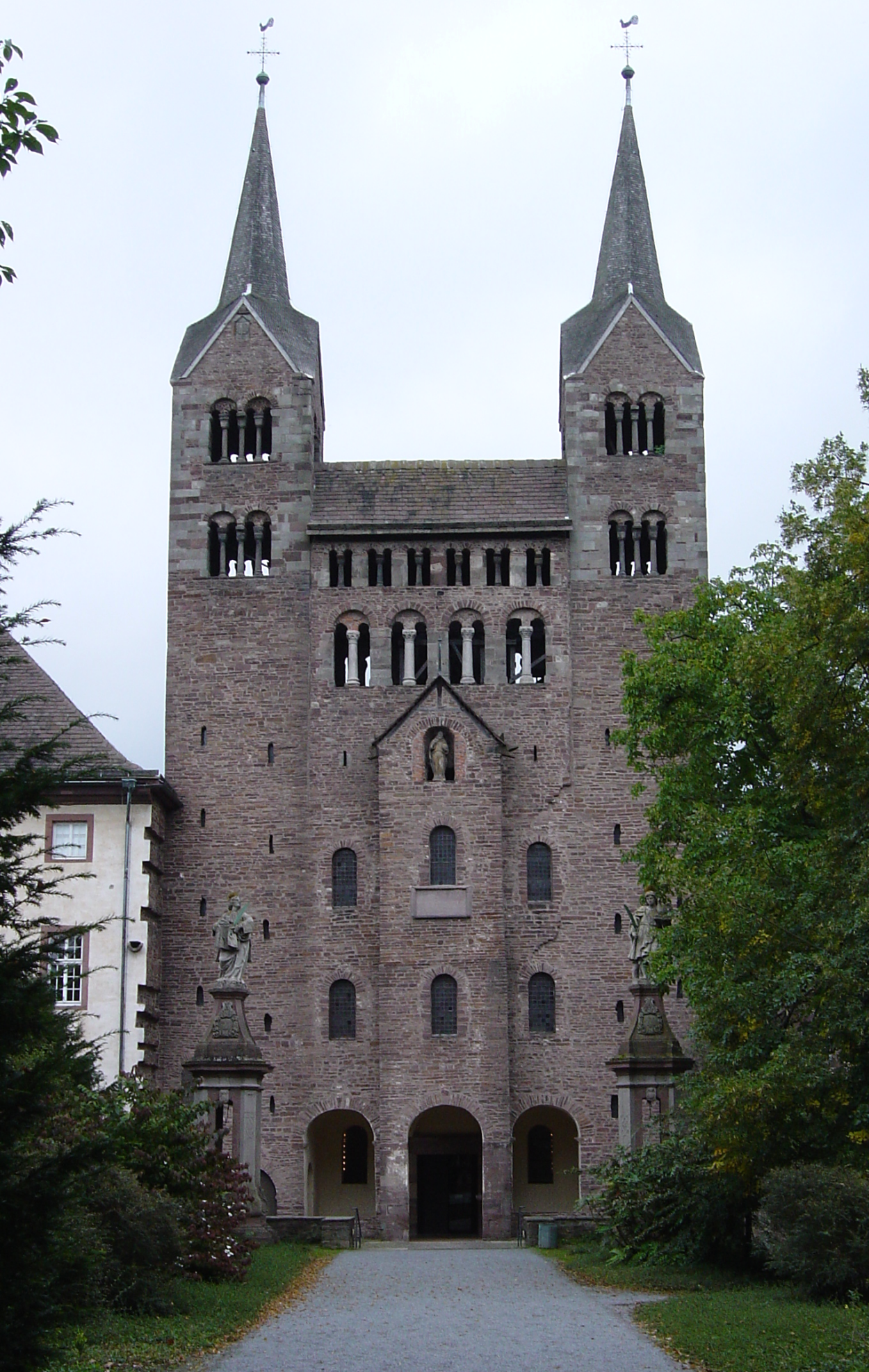
Westwerk v Corvey

Westwerk (z němčiny, doslova západní dílo) je stavební prvek tvořící západní část podélných kostelů stavěný v době karolínské, ottonské (předrománská architektura) a v době románské. Westwerkem vede hlavní vstup do kostela a je pojat monumentálně. Typicky se skládá ze střední části a dvou schodišťových věží po stranách. Přízemí sloužilo (funkčně totožné s narthexem) pro křty, ve vyšších patrech střední části jsou umístěny empory s přímým výhledem na oltář, v kterých se bohoslužeb účastnil císař.